# 福田雄一 (漫画家)
福田 雄一（ふくだ ゆういち、1979年3月8日 - ）大阪府豊中市出身の芸術家、漫画家、デザイナー、飲食店経営者。2009年からポルトガルに移住した。

## 来歴
2023年3月16日、大阪に実在する工務店（株式会社コーバ）で働く人々らを描いたコミックエッセイ「工務店の日報」をKADOKAWAより出版。
漫画が発売された翌週にKADOKAWAの本社に訪れ、担当編集者から「宣伝のためにバズるネタをお願いします」と頼まれ、運良くその翌日に新幹線の中で世界的ファッションデザイナーのポール・スミス氏と出会い、その一連の出来事をtwitterに投稿するとその日一番バズる投稿となった。
そのバズったことがきっかけで３ヶ月後ロンドンのポール・スミスのオフィスにてアウタヌーンティーに招待され再会する